# Bataillon Dimitrov
Le bataillon Dimitrov était le 18e bataillon des Brigades internationales, qui opérèrent aux côtés de l'armée populaire républicaine lors de la guerre d'Espagne. Son nom était un hommage à Georgi Dimitrov, communiste bulgare défenseur du Frente Popular et secrétaire général du Komintern entre 1934 et 1943. Le bataillon fut actif entre les années 1936 et 1938.

## Histoire
Le bataillon fut constitué en décembre 1936 avec des exilés originaires des Balkans. Il comptait, à ses débuts, environ 800 volontaires dont près de 160 Grecs. Le bataillon fut incorporé à la XVe brigade à partir du 31 janvier 1937. Il y retrouva deux autres unités fameuses : le bataillon Britannique et la brigade Abraham Lincoln.
Les membres du bataillon furent engagés dans leurs premiers combats lors de la bataille du Jarama. Le bataillon y subit de lourdes pertes.
Le 20 septembre 1937, à la suite de la militarisation, le bataillon fut transféré à la 45e Division internationale de réserve, où il fut reconstitué. Le 13 février 1938, il faisait partie de la 129e Brigade internationale qui avait été récemment créée, formée à partir des survivants des autres bataillons constitués d'Européens. Le bataillon Dimitrov continua à servir jusqu'à la démobilisation le 5 octobre 1938. 
Son dernier chef, Josef Pavlov, fut nommé ensuite ministre dans le gouvernement formé par Alexander Dubček au cours du Printemps de Prague en 1968.

## Source
- (es) Cet article est partiellement ou en totalité issu de l’article de Wikipédia en espagnol intitulé « Batallón Dimitrov » (voir la liste des auteurs).